# نهائي كأس إسبانيا 1965
```
نهائي كأس إسبانيا 1966
  هو النهائي 63 . لعبت المباراة النهائية في 
 استاد تشامارتن
 في 
مدريد
 ، في 4 يوليو 1965 ، وفاز بها 
أتلتيكو مدريد
 بعد تغلبه على  
ريال سرقسطة
1-0 .
```